# Jesús Evaristo Casariego
Jesús Evaristo Casariego y Fernández-Noriega (Tineo, 7 de noviembre de 1912-Luarca, 16 de septiembre de 1990) fue un ensayista, politólogo, catedrático, escritor y periodista español, de pensamiento carlista.

## Biografía
Nació en Tineo (Asturias), el 7 de noviembre de 1912. Estudió Derecho en la Universidad de Oviedo y se doctoró en Madrid, cursando en la capital también Filosofía y Letras. 
Entre 1931 y 1933 escribió en el diario Región de Oviedo, siendo considerado entre sus lectores una promesa del periodismo español. Defensor del carlismo, abandona la redacción de Región e ingresa, el año 1932, en la redacción de La Nación. Su director, Manuel Delgado Barreto, lo hace responsable de la crónica política que en aquellas fechas, recién implantada la Segunda República, era lo más destacado en estos periódicos de la información y el comentario.
La intranquilidad política y social en la vida española fue aumentando y en 1934 estalla la revolución de Asturias, como respuesta a la política conservadora desarrollada por el gobierno de Alejandro Lerroux. Jesús Evaristo Casariego se traslada entonces al escenario de la lucha armada para informar de los acontecimientos a sus lectores, donde narra escenas terribles que son reproducidas en fotografías.
En 1936, Jesús Evaristo Casariego pasa a la redacción de El Siglo Futuro como editorialista. Los primeros chispazos del Alzamiento del 18 de julio dividen en dos bandos a los periodistas. Se enrola y fue uno de los creadores del Tercio de Requetés de Nuestra Señora de Covadonga. Lucha con heroísmo, según atestigua su hoja de servicio, y alcanza el grado de teniente provisional del Ejército. Participó en la defensa de Oviedo como oficial de requetés en 1936. 
Terminada la guerra, se incorpora a la redacción de El Alcázar como editorialista y posteriormente, en 1939, es nombrado director del periódico. No por ello abandona su vinculación con el diario Región de Oviedo, donde continuó colaborando y sosteniendo las ideas políticas difundidas en sus editoriales, hasta el 1976.
Fue uno de los primeros profesores de la Facultad de Ciencias Políticas en Madrid (1942-1948) y tuvo a su cargo diversas cátedras de la universidad ovetense.
Aunque no había periódicos de oposición política, la lucha entre los grupos políticos que integraron el bando vencedor se reproduce después de la victoria entre los periódicos del Movimiento. Se desarrollan campañas tenaces por los postulados de cada grupo y El Alcázar es primado por la complacencia y estimación de la mayoría de los excombatientes. El año 1945 deja la redacción del periódico. Entre 1955 y 1965 fue colaborador de Blanco y Negro y enviado especial del periódico ABC en distintos países de América del Sur.
Formó parte de la nómina de autores que confeccionaron la Gran Enciclopedia Asturiana. En 1978 fue elegido presidente del Instituto de Estudios Asturianos antes de que le fuera concedido el título de real.
Participó en la refundación de la Comunión Tradicionalista legalizada en 1977, en cuya representación intervino como orador en los actos de oposición al nuevo sistema político de España durante la Transición, en los que también participaba Fuerza Nueva y la Confederación Nacional de Combatientes. Fue el único candidato que se presentó bajo las siglas de la CT en las primeras elecciones tras la muerte de Franco en 1977, concurriendo como candidato al Senado por Asturias (entonces provincia de Oviedo) y obteniendo más de 20.000 votos.También fue el candidato de la Comunión al año siguiente en las elecciones parciales que se convocaron para cubrir una vacante del Senado por Asturias.
Fundó junto a otros escritores asturianos la asociación Amigos de los Bables.

## Obras
- Flor de hidalgos. Ideas, hombres y escenas de la guerra (1938)[6]
- La ciudad sitiada: novela histórica del Madrid prerevolucionario y del asedio de Oviedo. Editorial Española. 1939.[6]
- La verdad del Tradicionalismo: Aportaciones españolas a la realidad de Europa. 1940.
- España ante la guerra del mundo. Imprenta de la calle de Ibiza, 11. 1940.
- Grandeza y proyección del mundo hispánico. Editora Nacional. 1941.
- Jovellanos, o el equilibrio: (ideas, desventuras y virtudes del inmortal hidalgo de Gijón). Talleres penitenciarios. 1943.
- Con la vida hicieron fuego (1943)[6]
- Romances modernos de toros, guerra y caza. E. Masia Alonso. 1945.
- Exposición de Retratos y Autógrafos Asturianos, Oviedo (1967)
- Asturias por la independencia y libertad de España. R.I.D.E.A. 1979.
- Recuerdos personales de Pérez de Ayala y repaso a su ideología. 1981.
- Asturias y la mar. Editorial Ayalga. 1976. ISBN 84-74110-041.
- La caza en el arte español. El Viso. 1982. ISBN 84-86022-01-0.
- Historias asturianas de hace más de mil años. Edición bilingüe de las crónicas ovetenses del siglo IX y de otros documentos. Oviedo: IDEA. agosto de 1983. ISBN 84-500-9126-8.
- Las Armas de España. Madrid: Ediciones de Arte y Bibliofilia. febrero de 1984. ISBN 84-85005-69-4.
- Oviedo en la historia y la literatura a través de 1200 años. R.I.D.E.A. 1987.

### Guiones
- Con la vida hicieron fuego (1959)[7]